# Sorgues Avignon Le Pontet Vaucluse
Maillots
Actualités
Le SAP Vaucluse (ou Sorgues Avignon Pontet Vaucluse) est un club français de basket-ball évoluant en NM1, et résultant de la fusion en juin 2014 des clubs voisins de l'Union sportive Avignon-Le Pontet basket-ball et du Sorgues Basket Club. L’union est dissoute lors de l’été 2017, le Sorgues BC poursuit alors en NM1.

## Historique
La nécessité d'une union entre les deux clubs du département devient une évidence lorsque le club de l'US Avignon-Le Pontet, lui-même issu de la fusion en 1998 des clubs de l'US Le Pontet basket et de l'Avignon Basket-Ball, accède enfin à la Nationale 1 après un barrage décisif remporté face à l'équipe réserve de Pau Orthez. L'USAP rejoint alors le Sorgues BC, présent à ce niveau depuis 2010.
En germe depuis plusieurs années, le rapprochement entre les deux clubs et les trois villes de l'agglomération avignonnaise est acté le 12 juin 2014, une coopération qui rassemble trois villes alors dirigées par des maires de couleurs politiques différentes   : Cécile Helle (Avignon-PS), Joris Hébrard (Le Pontet-FN) et Thierry Lagneau (Sorgues-UMP).
Son équipe première évoluera en NM1 (troisième niveau national), tandis que la réserve évolue en NM3.

## Bilan saison par saison
| Saison  | Division | Classement |
| ------- | -------- | ---------- |
| 2014/15 | NM1      | 9e         |
| 2015/16 | NM1      | 11e        |

## Entraîneurs successifs
- Stéphane Dao
- Sylvain Lautié (2016-déc. 2016)
- François Sence (depuis décembre 2016)

## Salle
Pour la saison 2016-2017, le SAP Vaucluse disputera ses matchs aller à domicile au Cosec Jacques Moretti à Avignon, et les matchs retour à la plaine sportive de Sorgues.

## Effectif 2016-2017
- Arrivées :
  - Sylvain LAUTIÉ (Coach)
  - Darius TARVYDAS (Tarbes-Lourdes - NM1
  - Ricardo ALLIMAN (Tarbes-Lourdes - NM1
  - Mourad BENKLOUA (Mulhouse - NM2)
  - Dylan GANA (Montélimar - NM3)
  - Brice PIERARD (La Charité-sur-Loire - NM2)
  - Tom FOUCAULT (Vitré - NM1)

## Staff technique et médical
- Jean Bellucci : Président délégué à l'équipe N1
- Gilles Martin et Jean-Yves Capo : Présidents
- Olivier Gautheret : Directeur sportif
- Sylvain Lautié : Entraîneur
- Alain Serino: entraîneur réserve N3
- Jérome Signore : entraîneur féminines
- Alain Raffaelli : Secrétaire
- Virginie Ferri : Trésorière
- Florence Blaise : Chargée de communication